# Leptochidium crenatulum
Leptochidium crenatulum är en lavart som först beskrevs av William Nylander och som fick sitt nu gällande namn av Per Magnus Jørgensen 2006. 
Enligt Catalogue of Life ingår Leptochidium crenatulum i släktet Leptochidium,  och familjen Massalongiaceae, men enligt Dyntaxa är tillhörigheten istället släktet Leptochidium,  och familjen Placynthiaceae. Arten är reproducerande i Sverige. Inga underarter finns listade i Catalogue of Life.